# Sagra
|  | Per a altres significats, vegeu «la Sagra». |

Sagra és un municipi a la comarca de la Marina Alta, al País Valencià. Segons el cens de 2016, té una població de 414 habitants.

## Geografia
Limita amb els termes municipals de Pego al nord-oest, El Ràfol d'Almúnia i Benimeli al nord-est i Tormos al sud. Situat a la Marina Alta, al peu dels relleus pre-bètics valencians, que arriben a l'altitud màxima de la muntanya Cabal (596 msnm) i als Recingles, que enllacen amb la Serra del Migdia que ho separa del terme municipal de Pego. Al nord, apareix l'abrupte sector del port de Sagra (camí de Pego), que inclou l'aspra zona de la Foia Roja. Sagra està en un encreuament de camins, en la carretera Pego-Callosa d'en Sarrià, ja que és l'entrada als pobles de la Rectoria i a Ondara.

## Història
Antiga alqueria islàmica que va pertànyer a Juan Pérez de Cullera, durant la primera meitat del segle xiii va ser comprada per Eximén Pérez de Tarassona, i confirmada pel Rei en 1249. En 1286 va pertànyer a Pedro Jiménez de Ayerbe, i en 1299 la va obtenir, per donació Raimundo Vilanova.
L'any 1341 va ser adquirit per l'Orde de Sant Jaume, que va edificar un palau i va establir l'encomana de Sagra. La carta de cessió de Sagra a l'orde està escrita en castellà i català (és el primer text on es documenta el sintagma «llengua catalana») i signada pel notari valencià Bernat de Soler.
En l'arranjament parroquial de 1535, Sagra va ser annexionada a El Ràfol d'Almunia, i en temps de Sant Joan de Ribera, es va erigir en parròquia, donant-li per annexos el mateix el Ràfol d'Almúnia, Tormos, Benimeli i Sanet i Negrals, explicant llavors amb 16 cases de cristians nous.
Va ser lloc de moriscs (50 focs en 1609), després de l'expulsió dels moriscs va ser repoblada amb gents de Catalunya i Mallorca, segons la carta de poblament definitiva concedida el 5 de març de 1613 (anteriorment, va haver-hi dos intents frustrats el 7 de febrer de 1610 i el 7 de febrer de 1611). Durant l'època foral va pertànyer, administrativament, a la governació de Xàtiva; des de 1707 fins a 1833 va romandre incorporada a la governació-corregiment de Denia.

## Demografia
Té una població de 414 habitants (INE 2016). Un 25,05% dels seus habitants és de nacionalitat estrangera, principalment britànics.
| Población | 559 | 572 | 595 | 598 | 572 | 558 | 529 | 495 | 440 | 373 | 399 | 456 | 464 | 434 | 444 | 439 | 414 |

## Alcaldia
Des de 2019 l'alcaldessa de Sagra és Maite Roselló Puig de Gent pel Canvi (GPC).
| Període                       | Alcalde o alcaldessa        | Partit polític | Data de possessió | Observacions |
| ----------------------------- | --------------------------- | -------------- | ----------------- | ------------ |
| 1979–1983                     | Vicente Insa Ferrando       | UCD            | 19/04/1979        | --           |
| 1983–1987                     | Joan Estela Ferragut        | PSPV-PSOE      | 28/05/1983        | --           |
| 1987–1991                     | José Femenia Català         | PSPV-PSOE      | 30/06/1987        | --           |
| 1991–1995                     | José Femenia Català         | PSPV-PSOE      | 15/06/1991        | --           |
| 1995–1999                     | José Femenia Català         | PSPV-PSOE      | 17/06/1995        | --           |
| 1999–2003                     | Josep Vicent Mas Estela     | PSPV-PSOE      | 03/07/1999        | --           |
| 2003–2007                     | Josep Vicent Mas Estela     | PSPV-PSOE      | 14/06/2003        | --           |
| 2007–2011                     | Vicente Portes Sala         | PP             | 16/06/2007        | --           |
| 2011–2015                     | Vicente Portes Sala         | PP             | 11/06/2011        | --           |
| 2015–2019                     | Juan Antonio Carrió Escrivà | xSagra         | 13/06/2015        | --           |
| 2019-2023                     | Maite Roselló Puig          | GPC            | 15/06/2019        | --           |
| Des de 2023                   | n/d                         | n/d            | 17/06/2023        | --           |
| Fonts: Generalitat Valenciana |                             |                |                   |              |

## Festes
- Festes de Sant Antoni Abat. Se celebren durant el cap de setmana següent al 17 de gener, en un carrer diferent cada any, amb foguera, revetla, menjar popular i benedicció dels animals.
- Festes de Sant Domenequet de Val. Se celebren durant l'últim cap de setmana de juliol, en honor del sant patró dels xiquets de Sagra, amb pregó, carro de la murta, missa, ofrena, menjar popular i animacions per als més xicotets.
- Festes Patronals. Se celebren en honor de Sant Sebastià, titular de la parròquia de Sagra, els Sants Abdó i Senén, sants patrons de la vila, la Puríssima i el Santíssim Crist del Consol durant la segona setmana del mes d'agost, destaquen els sopars populars, presentació de festers, correfocs, revetles, processons i concurs de paelles.

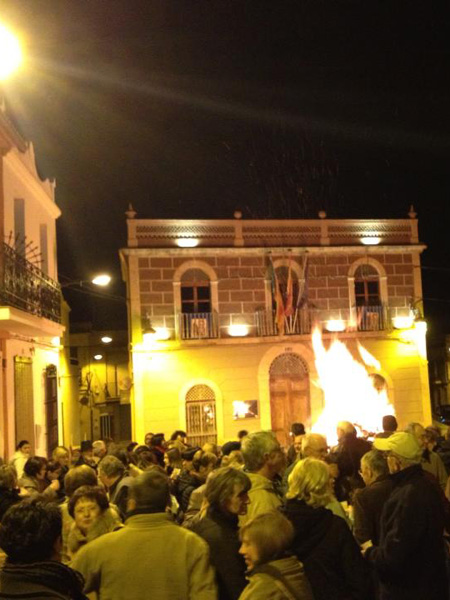
Sant Antoni Abat
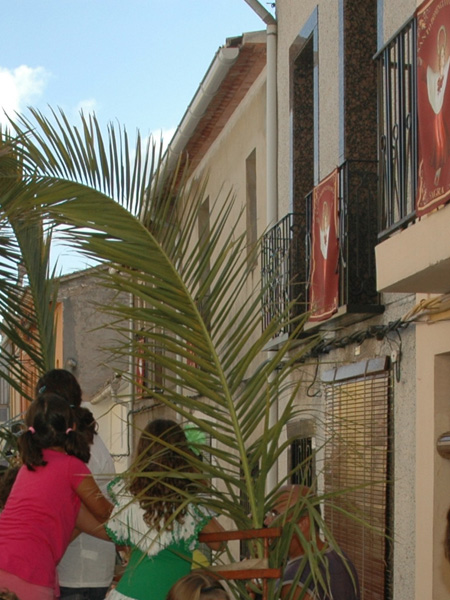
Sant Domenequet
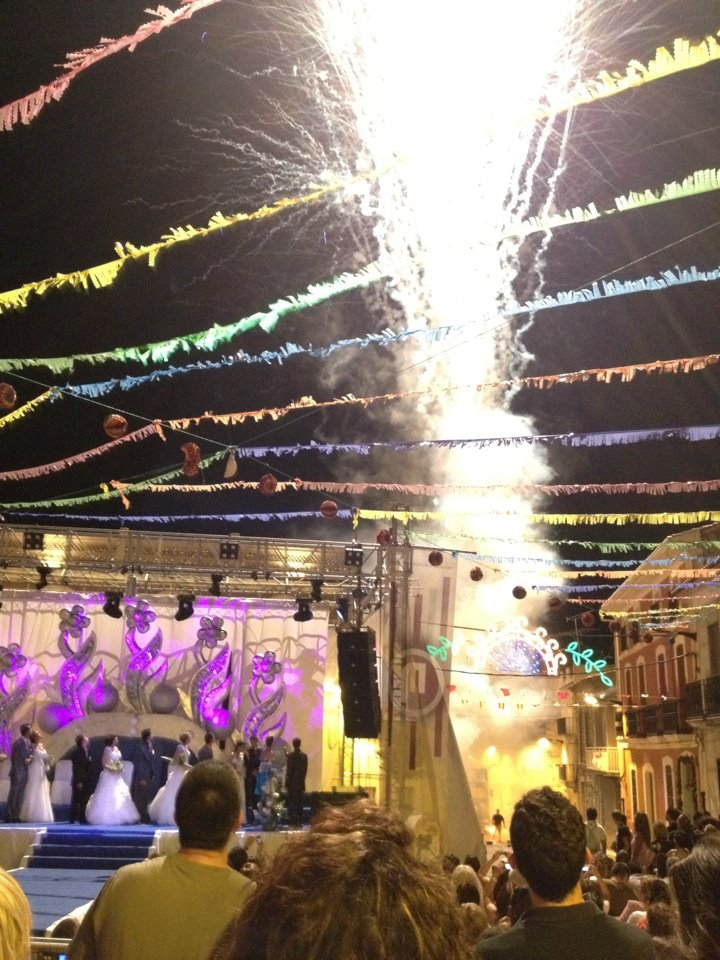
Festes Patronals
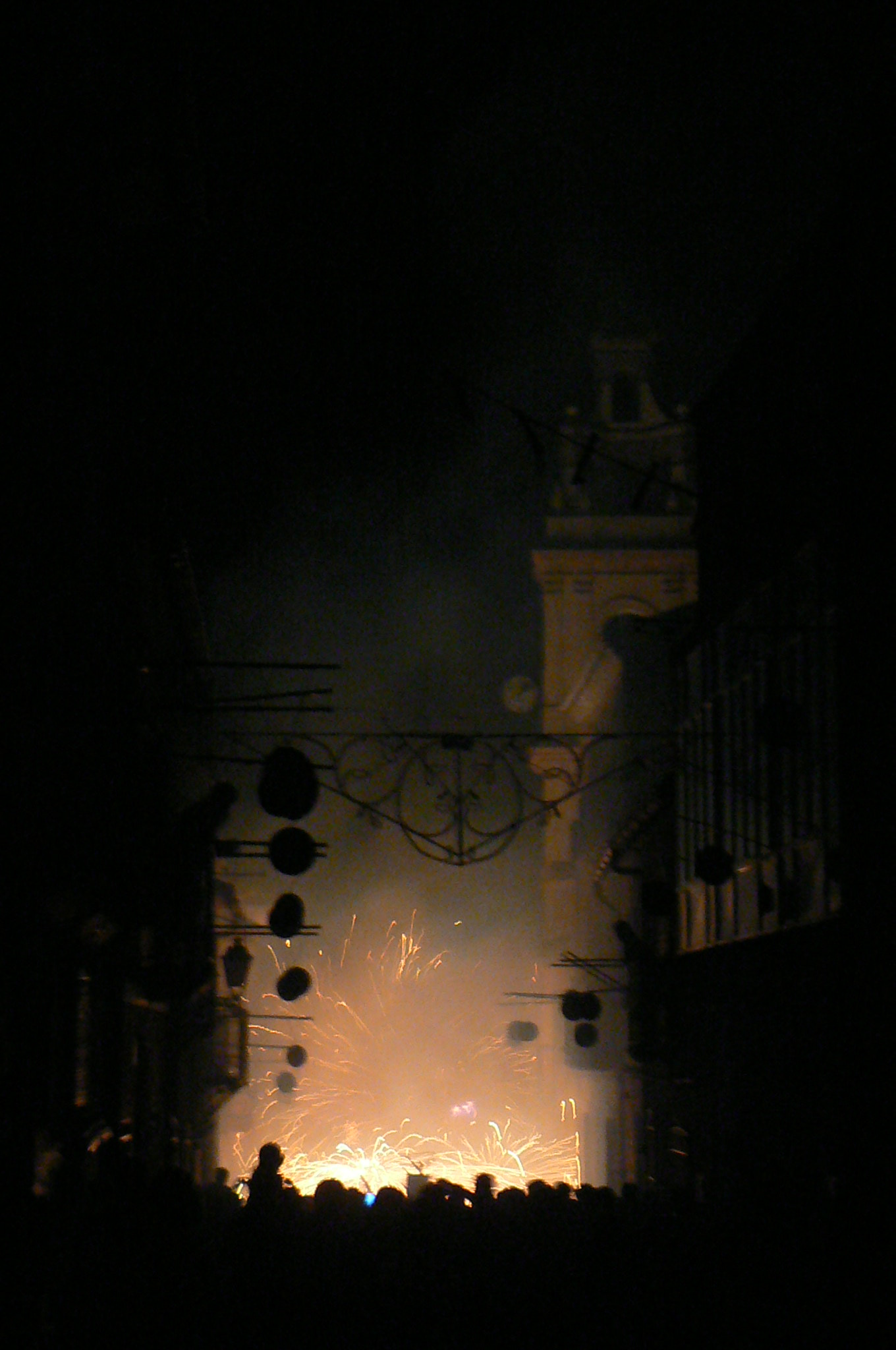
Festes Patronals

## Monuments i llocs d'interès
- Església Parroquial de Sant Sebastià màrtir. Construïda en el segle xvi, per ordre de l'arquebisbe Joan de Ribera que va manar derrocar la mesquita i dedicar la nova església a sant Sebastià. En aquella època solament estaven construïts el presbiteri, el creuer i el següent tram (S. Francesc i Mare de Déu dels Dolors). Les reformes més importants són de 1850 i principis del segle xx, coincidint amb l'erecció com a rectoria en 1852 i la creació de la parròquia en 1902. L'església és de planta rectangular amb nau central i capelles entre contraforts. En els laterals del presbiteri se situen la capella de la comunió i la sagristia, sobre la qual se situa el cor, al fons del qual trobem el passadís i la porta, actualment tapiada, d'accés al lloc que es deia «la sepultura».
  - Altar major: Obra del mestre Francesc Oltra, de l'any 1846. Posteriorment va ser ampliada amb dos cossos laterals en 1902 formant un conjunt amb nombroses imatges de sants, un total de deu entre talles i llenços, entre els quals s'inclouen la del titular, Sant Sebastià, i els sants patrons, Abdó i Senén.
  - Capella del Santíssim Crist del Consol: situada en un dels braços del creuer, és el lloc de més altura juntament amb l'Altar Major. La presidix la imatge llavorada pels escultors Rausell i Llorens, damunt de l'anda amb què ix en processó el segon diumenge d'agost. La capella va ser construïda en 1853 i reformada a principis de segle.
  - Capella de la Comunió: Decorada en ocasió de la creació de la parròquia, va ser restaurada l'any 2001 amb motiu de la beatificació del que fora pàrroc de Sagra, Fernando García Sendra, la relíquia del qual es troba en la mateixa capella.
  - Campanar: Construït des de 1810 fins a 1858 pel mestre Francesc Oltra; va patir una forta reforma en 1997 en canviar-se el coronament original per un de modern, a imitació dels tradicionals barrocs valencians. S'erigix com a símbol de la vila amb el seu característic rellotge, disposat perpendicularment a la façana, cosa que permet la visió tant des del carrer Major com des de la plaça del País Valencià.

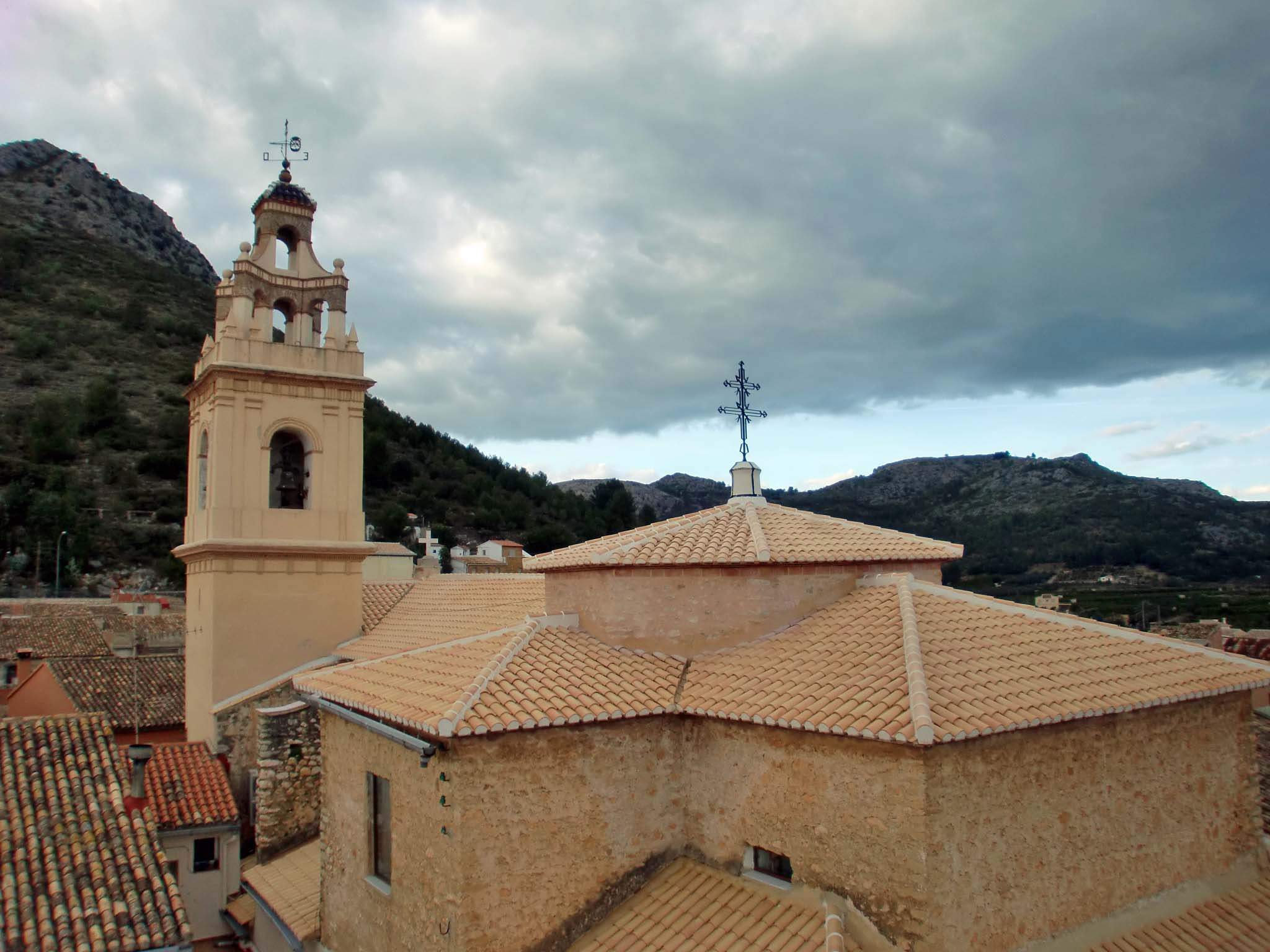
Església de Sant Sebastià màrtir
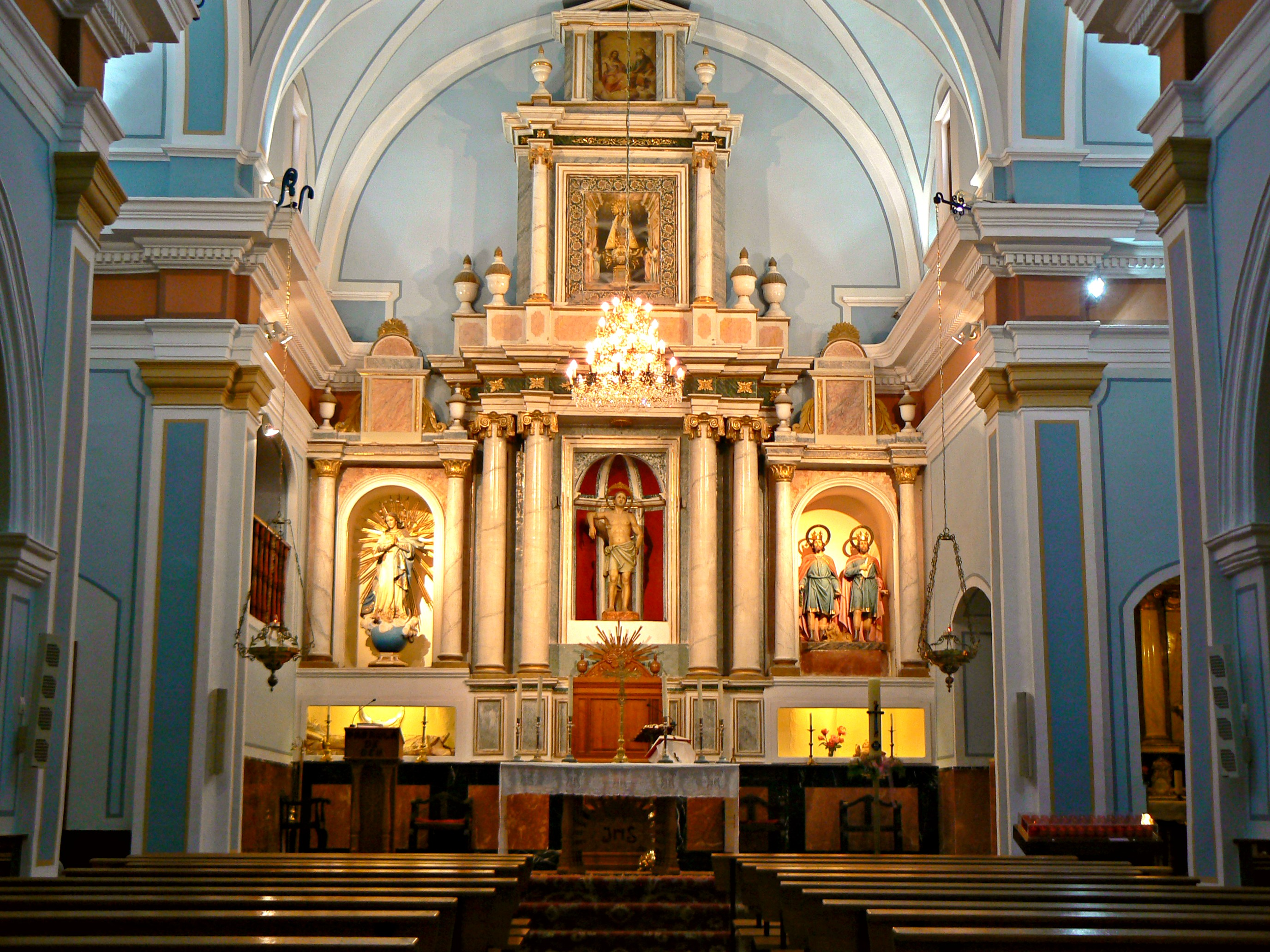
Altar Major
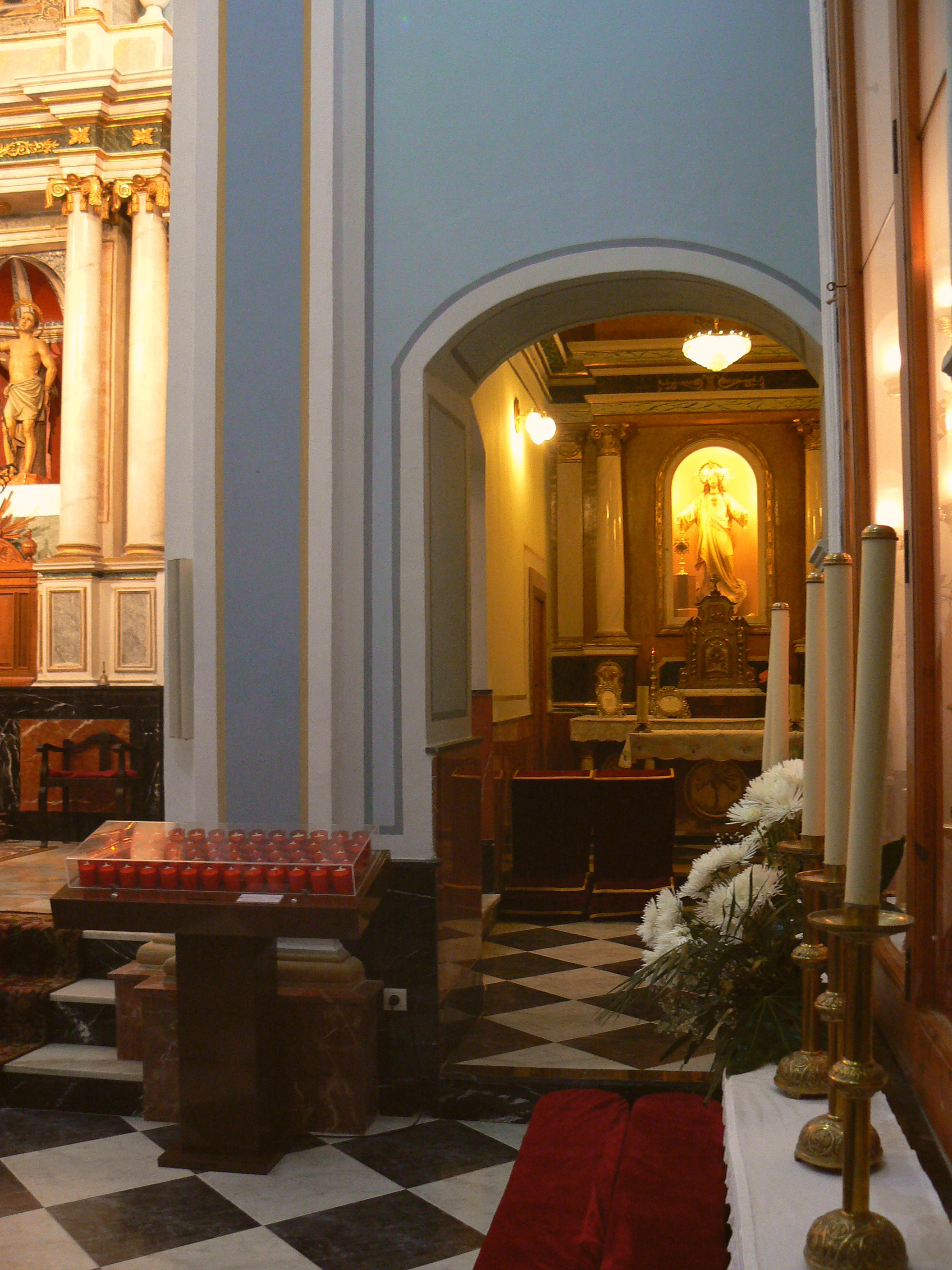
Capella de la comunió
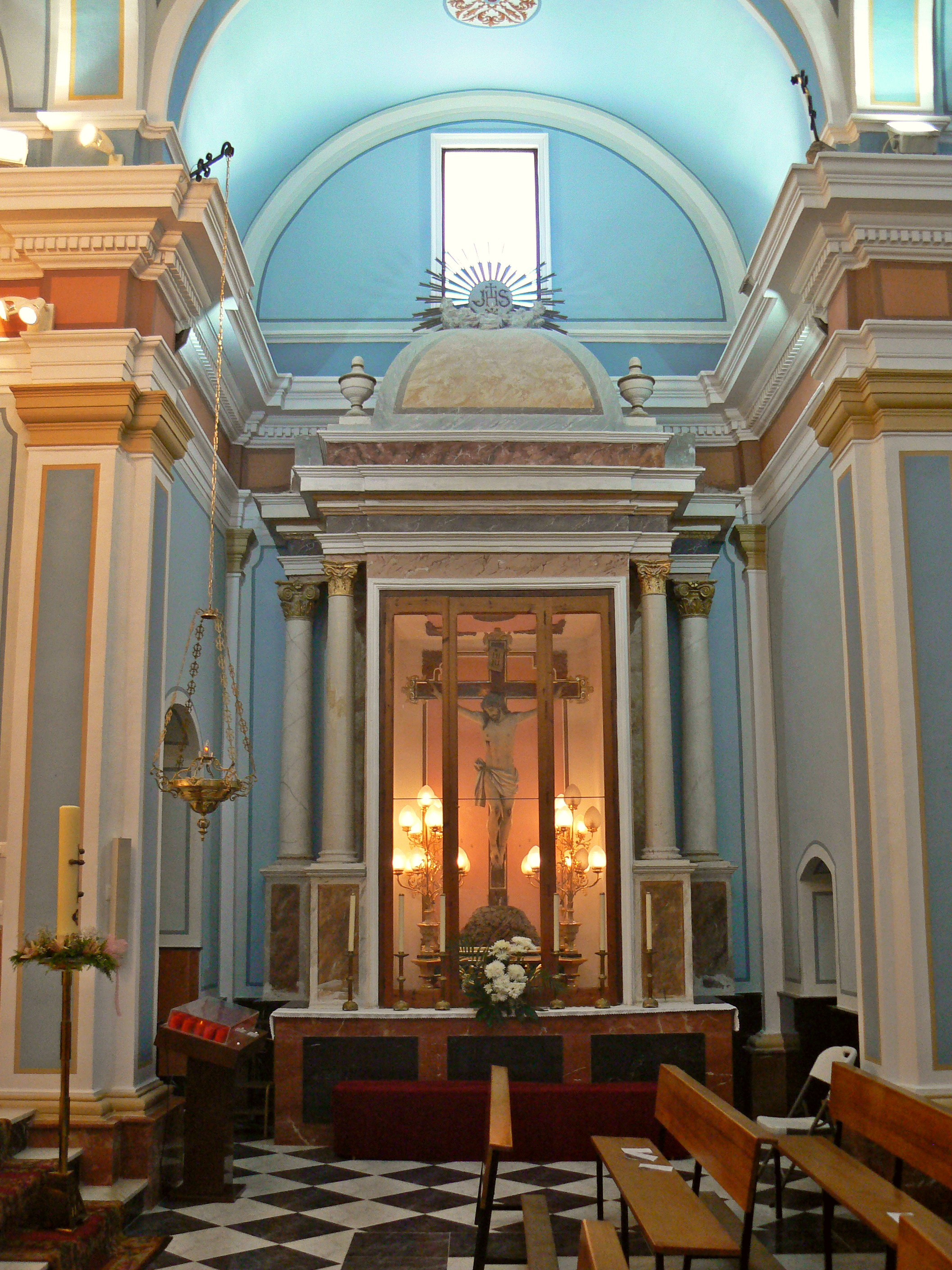
Capella del S. Crist del Consol
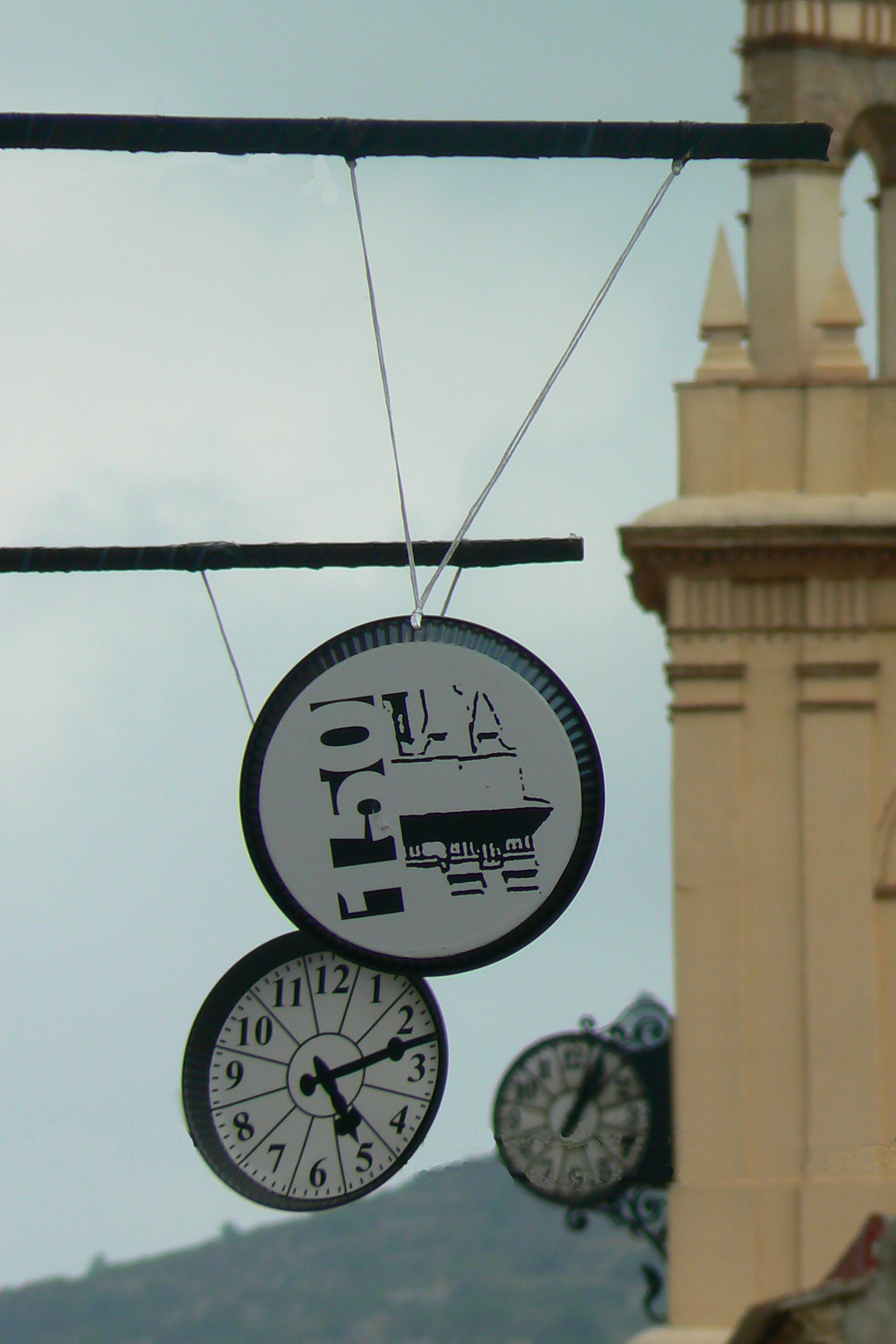
150 aniversari campanar

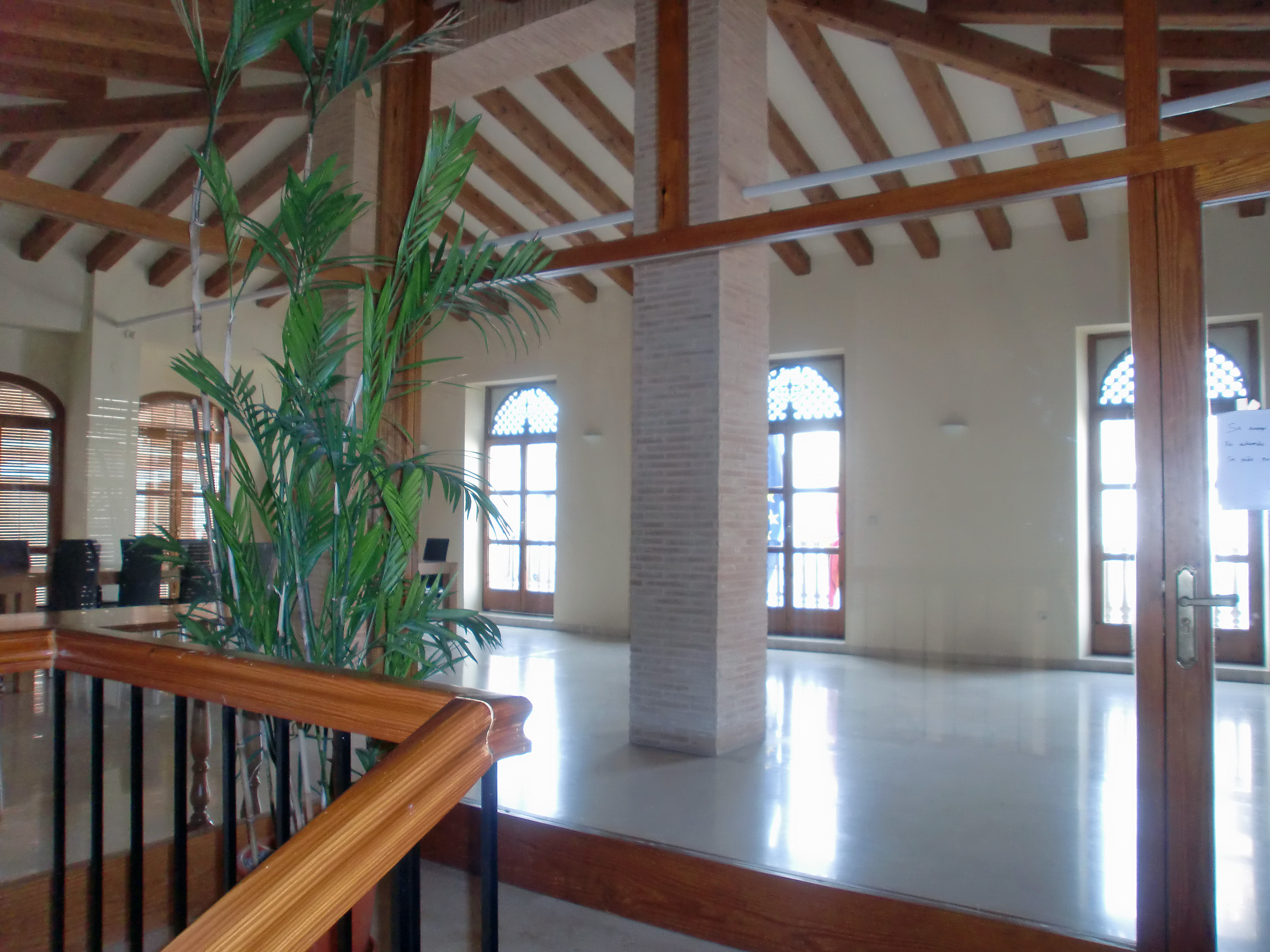
Sala de Plenos

- Ajuntament. Situat en la Plaça principal de la vila, va ser inaugurat en 1993 pel president de la Generalitat En Joan Lerma. El nou edifici és fruit de la remodelació duta a terme per l'arquitecte Eduardo Beltrán Ruiz de l'antiga casa de Pompilio Alcaraz, enginyer sagratí, que residia a Madrid. Va ser company en el servei militar de Alejandro Lerroux, president del govern durant la II República, que va estar llargues temporades retirat de la vida pública en eixa casa. La reforma per a habilitar el consistori va aconseguir conjugar l'antic edifici amb el nou gràcies a uns grans panells de vidre distribuïts per les diferents dependències, a través dels quals es percep la totalitat de l'edifici. La gran quantitat d'obertures en les façanes fan que l'edifici tinga gran relació amb l'entorn i donen especial vida als carrers més estrets com el carrer de Baix i el de Joan Fuster. A més dels usos propis de l'Ajuntament, també es troben en l'edifici l'aula de lectura, la d'informàtica i el Centre Social.

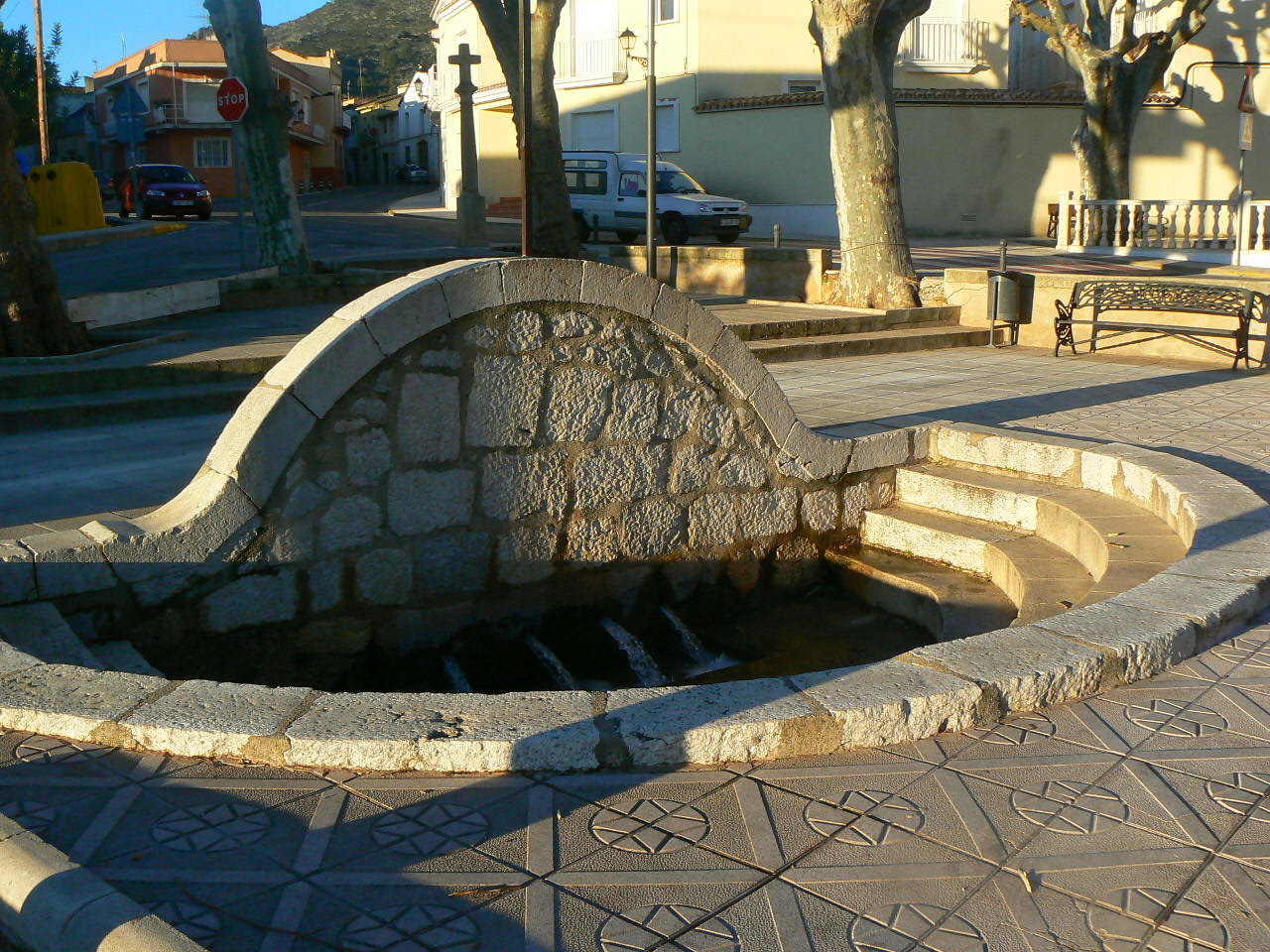
Pl. de les Fonts

- Plaça de Les Fonts. És el principal lloc d'esbarjo de la vila. Hi trobem la Font dels Quatre Xorros, on confluïxen els principals corrents subterranis d'aigua de Sagra, que passa pel safareig i continua el camí per a regar les hortes de Sagra, situades en la zona baixa del poble. La plaça està rodejada de plataners i és el lloc on des de 1985 se celebra el dia de les Paelles, en les Festes Patronals. L'aspecte actual és fruit de la remodelació duta a terme en 1992 pel mateix arquitecte autor del projecte del nou Ajuntament.

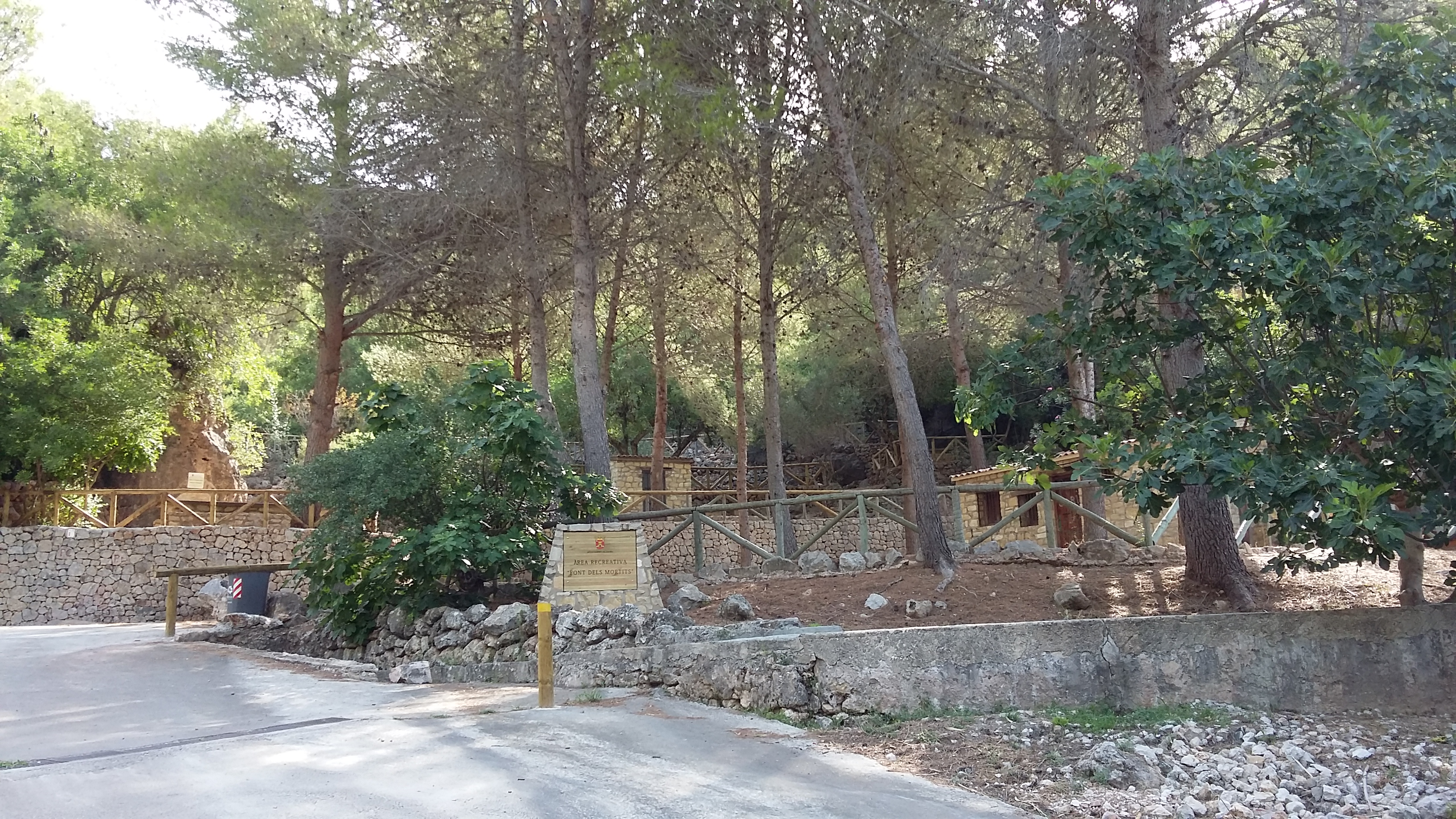
Fonts del Mortit

- Fonts del Mortit. Àrea recreativa ubicada a 1,5 km del nucli urbà de Sagra, al voltant d'un barranc. Es tracta d'un passeig a través d'un frondós paisatge mediterrani, encaixonat entre les muntanyes calcàries, on es poden trobar dos fonts: la font de Baix i la font del Mortit. La fertilitat del terreny, afavorida per les pluges abundants que es registren a la zona, dona lloc a una variada gamma de tonalitats de verd. Les instal·lacions de què disposa són barbacoes de pedra, taules amb bancs, abancalaments condicionats amb baranes rústiques de fusta.

## Agermanament
- Kilbrittain, Irlanda

## Personatges destacats
- José Albiñana (1819- 1879) natural de la vila de Sagra, retratista de càmera de S. M. Isabel II i Cavaller de l'Ordre d'Isabel la Catòlica. Va ser pioner en l'ús del daguerrotip a Espanya, participant en l'Exposició Universal de París (1855).[6]
- Fernando García Sendra (1905 – 1936) natural de Pego, rector de Sagra i Beat. Amb 31 anys va ser jutjat per representants del Front Popular. Condemnat per la seua condició de sacerdot i executat en la matinada del 18 de setembre de 1936 en la Pedrera de Gandia. Va ser beatificat a Roma l'11 de març de 2001 pel Papa Joan Pau II.[7]